# Hofanlage Wremer Straße 29
Die Hofanlage Wremer Straße 29, im Dorf Hülsing, in der niedersächsischen Gemeinde Wurster Nordseeküste, Ortsteil Wremen im Landkreis Cuxhaven stammt vom 19. Jahrhundert.
Aktuell (2024) wird sie als Wohnhaus und wohl landwirtschaftlich genutzt.
Die Gebäude stehen unter Denkmalschutz (siehe auch Liste der Baudenkmale in Wurster Nordseeküste).

## Beschreibung
Die Hofanlage im kleinen Dorf Hülsing besteht aus:
- dem eingeschossigen giebelständigen teils verklinkerten Wohn- und Wirtschaftsgebäude von 1850 als Zweiständer-Hallenhaus in Fachwerk mit Steinausfachungen sowie teils Backsteinaußenwänden (Wirtschaftsgiebel), mit teils reetgedecktem Satteldach, regionaltypischer Verbretterung im oberen Giebeldreieck und der Grooten Door mit Korbbogen, ansonsten schlichte Fassade,[2]
- der ähnlichen eingeschossigen giebelständigen sanierungsbedürftigen Kruppscheune (Kruppschüün als Viehscheune) von um 1850 als Zweiständer-Hallenhaus in Backstein mit reetgedecktem Sattel- und östlichen Walmdach, verbrettertem oberen Giebeldreieck und Tor mit Korbbogen sowie Längseinfahrt[3]
- sowie den nicht denkmalgeschützten Nebenanlagen.

Das Landesdenkmalamt befand u. a.: „… prägen damit das Straßen- und Ortsbild des kleinen Dorfes.“